# Xalet Canadenc
Xalet Canadenc és una casa de Lleida protegida com a bé cultural d'interès local.

## Descripció
Habitatge unifamiliar aïllat, compacte de planta baixa, una planta pis i una planta de golfes. Façana senzilla amb tractament de pell de composició correcta i joc de cobertes d'estil nòrdic, és a dir, amb fort pendent. Murs de càrrega, obra arrebossada, maó vist, coberta de fusta i ceràmica plana. Situada en situació dominant del canal de Serós i de l'horta i ciutat de Lleida.

## Història
La companyia del canal de Serós portà a l'horta de Lleida aquest element arquitectònic totalment aliè a la tradició autòctona. La companyia "La Canadenca" (Recs i Forces de l'Ebre) construí la col·lectora general que travessa tota l'urbs i les comportes del Segre sobre Lleida. Foren afegides les balconades.
Després de la seva rehabilitació, l'any 2004 es va convertir en la seu principal del Museu de l'Aigua de Lleida.